# Pannes, Loiret

Pannes este o comună în departamentul Loiret din centrul Franței. În 1 ianuarie 2022 avea o populație de 3.719 de locuitori.